# Scaphorhina crinipes
Scaphorhina crinipes är en skalbaggsart som beskrevs av Max Quedenfeldt 1884. Scaphorhina crinipes ingår i släktet Scaphorhina och familjen Melolonthidae. Utöver nominatformen finns också underarten S. c. brevis.